# Samu Gryllus
Samu Gryllus (* 27. März 1976 in Budapest) ist ein ungarischer Bassgitarrist, Soundpainter, Komponist und Dirigent.
Gryllus studierte von 1995 bis 2000 Jazzbass an der Franz-Liszt-Musikakademie in Budapest. An der Universität für Musik und darstellende Kunst Wien war er bis 2007 Schüler von Klaus-Peter Sattler (Medienkomposition) und Michael Jarell. Daneben studierte er 2005 als Teilnehmer des Erasmus-Programms Musiktheater bei Daniel Ott an der Universität der Künste Berlin und 2008-09 als Fulbright-Stipendiat bei Alvin Luxier und Anthony Braxton an der Wesleyan University. 
Seit seinem 15. Lebensjahr komponierte Gryllus über 40 Theater-, Film- und Radioproduktionen in mehreren Ländern. Einige seiner Lieder wurden im Februar 2009 von Beáta Palya u. a. in der Carnegie Hall gesungen. Seine erste Kammeroper wurde 2007 in den Berliner Sophiensælen uraufgeführt. Im Jahr 2009 arbeitete er zusammen mit der Kitchen Budapest Innovativ Werkstatt an einer interaktiven Klanginstallation mit vier iPhones und Videoprojektion. Diese wurde im Brooklyn Museum erstmals im Herbst 2009 präsentiert. In einigen Stücken verwendet er von Louisa Bufradeci entworfene musikalische Tarotkarten mit improvisatorischen Instruktionen. Als Instrumentalist ist er Mitglied des EAR (ElektroAcousticResearch) Ensembles, des WUEAIO (Wesleyan-UniversityElektroAcousticIlluminationOrchestra), der W.H. performing group und der Künstlergruppe IKULT (Internationale Kulturplattform). Mit Rupert Bergmann gründete er den Verein MuPATh (MusicPerformanceArtTheater). Er ist Gründer der Hungarian Soundpainting Society (Maszat) und Mitglied der Internationalen Gesellschaft für Neue Musik – Sektion Österreich.